# Chi Cánh chuồn
Chi Cánh chuồn  (danh pháp khoa học: Securidaca) là một chi thực vật thuộc họ Polygalaceae. Chi này có các loài sau (tuy nhiên danh sách này có thể chưa đủ):
- Securidaca acuminata
- Securidaca affinis
- Securidaca amazonica
- Securidaca angustifolia
- Securidaca leiocarpa, S.F.Blake
- Securidaca longipedunculata

## Hình ảnh

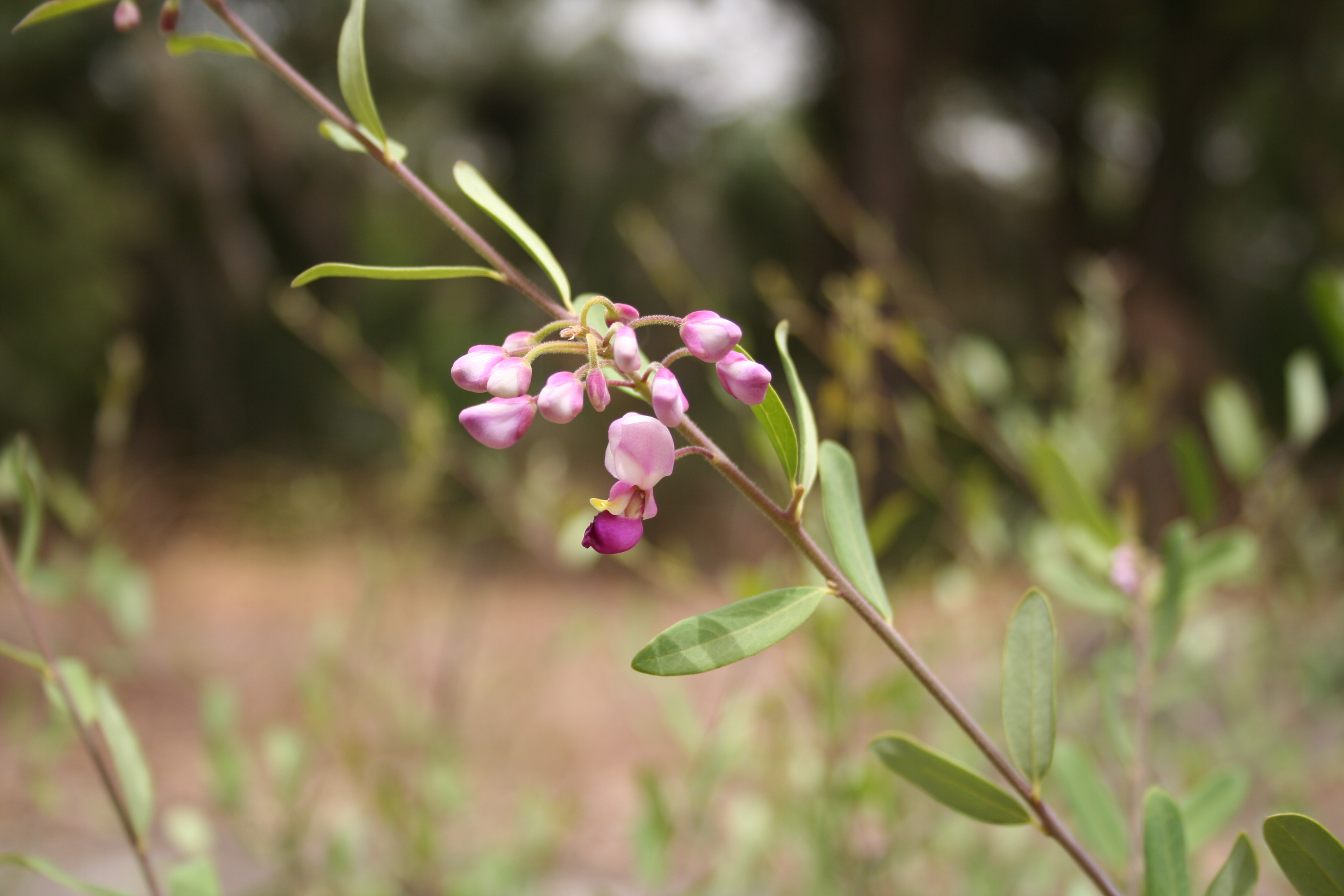